# Estación Las Américas
Las Américas es una estación del Tren Limache-Puerto. Está situada en la zona surponiente de Villa Alemana, en el Gran Valparaíso, Chile, es el inicio de la calle Las Américas, de la cual recibe su nombre; cercana a los sectores de Los Naranjos y Villa Armat, antiguo barrio residencial de la Comuna.
Se encuentra cerca del Paradero 11 1/2 de locomoción colectiva, casi en el límite con la comuna de Quilpué. En sus inmediaciones se sitúa el Liceo Juan XXIII.
- Datos: Q5843254
- Multimedia: Estación Las Américas / Q5843254